# Pseudophorellia marginata
Pseudophorellia marginata är en tvåvingeart som beskrevs av Allen L.Norrbom 2006. Pseudophorellia marginata ingår i släktet Pseudophorellia och familjen borrflugor.
Artens utbredningsområde är Ecuador. Inga underarter finns listade i Catalogue of Life.